# Bogserbåten Herkules
Bogserbåten Herkules är en levande k-märkt museibogserbåt från 1939 med hemmahamn på Göteborgs Maritima Centrum.  
Bogserbåten Herkules är en svensk motorbogserbåt, som byggdes 1939 på Öresundsvarvet i Landskrona för C. L. Hanssons Stuveri AB i Göteborg, ett dotterbolag till Johnsonlinjen. 
Vid leveransen var Herkules en av Nordens starkaste isbrytande bogserbåtar med en Atlas Polar diesel som kunde leverera 750 hkr maskinstyrka. Hon var utrustad med en av de första KaMeWa propellrarna. Det var den 3:e propellern som byggdes och är idag den äldsta i drift.
Efter det hon lagts upp i början av 1980-talet, övertogs hon av Föreningen Bogserbåten Herkules. Hon renoverades från 1989 med engagemang av Göteborgs Maritima Centrum. Bogserbåten ägs sedan 1999 av Bogserbåten Herkules Ekonomiska förening. Hon ligger som museifartyg vid Göteborgs Maritima Centrum och används för charterturer.